# Ulrich Marcus
Ulrich Marcus (* März 1958) ist ein deutscher Epidemiologe und Arzt.

## Leben
Nach dem Studium der Humanmedizin mit Staatsexamen und Promotion an der Freien Universität in Berlin begann Marcus 1984 im HIV und AIDS-Bereich zu forschen. Seine Tätigkeit als Leiter des Referats Kommunikation, Presse und Öffentlichkeitsarbeit des Robert Koch-Instituts von 1998 bis 1999 würdigte die Deutsche AIDS-Stiftung mit dem Medienpreis. Marcus wechselte später in das Fachgebiet für HIV/AIDS und andere sexuell oder durch Blut übertragbare Infektionen, in dem er mehrere Jahre die Funktion des stellvertretenden Fachgebietsleiters übernahm und aktuell als wissenschaftlicher Angestellter tätig ist.

## Forschung
Marcus ist wissenschaftlicher Koordinator der „Deutsch-Österreichische Leitlinien zur Postexpositionellen Prophylaxe der HIV-Infektion“. In dieser konsensus-basierten medizinischen Leitlinie werden die Übertragungsrisiken von HIV in verschiedenen Risikosituationen dargestellt und gegebenenfalls post-expositionelle medikamentöse Optionen zusammengefasst.
Im Rahmen eines gehäuften Auftretens von Meningokokkeninfektionen in Berlin im Jahr 2013 bei jungen Männern, die Sex mit Männern haben (MSM) trug Marcus auch als Interviewpartner in Print- und Online-Medien zur Wissenverbreitung über die Krankheit, deren Symptome und Prävention bei.